# Hippotion rosetta
Hippotion rosetta är en fjärilsart som beskrevs av Swinhoe 1892. Hippotion rosetta ingår i släktet Hippotion och familjen svärmare. Inga underarter finns listade i Catalogue of Life.

## Bildgalleri

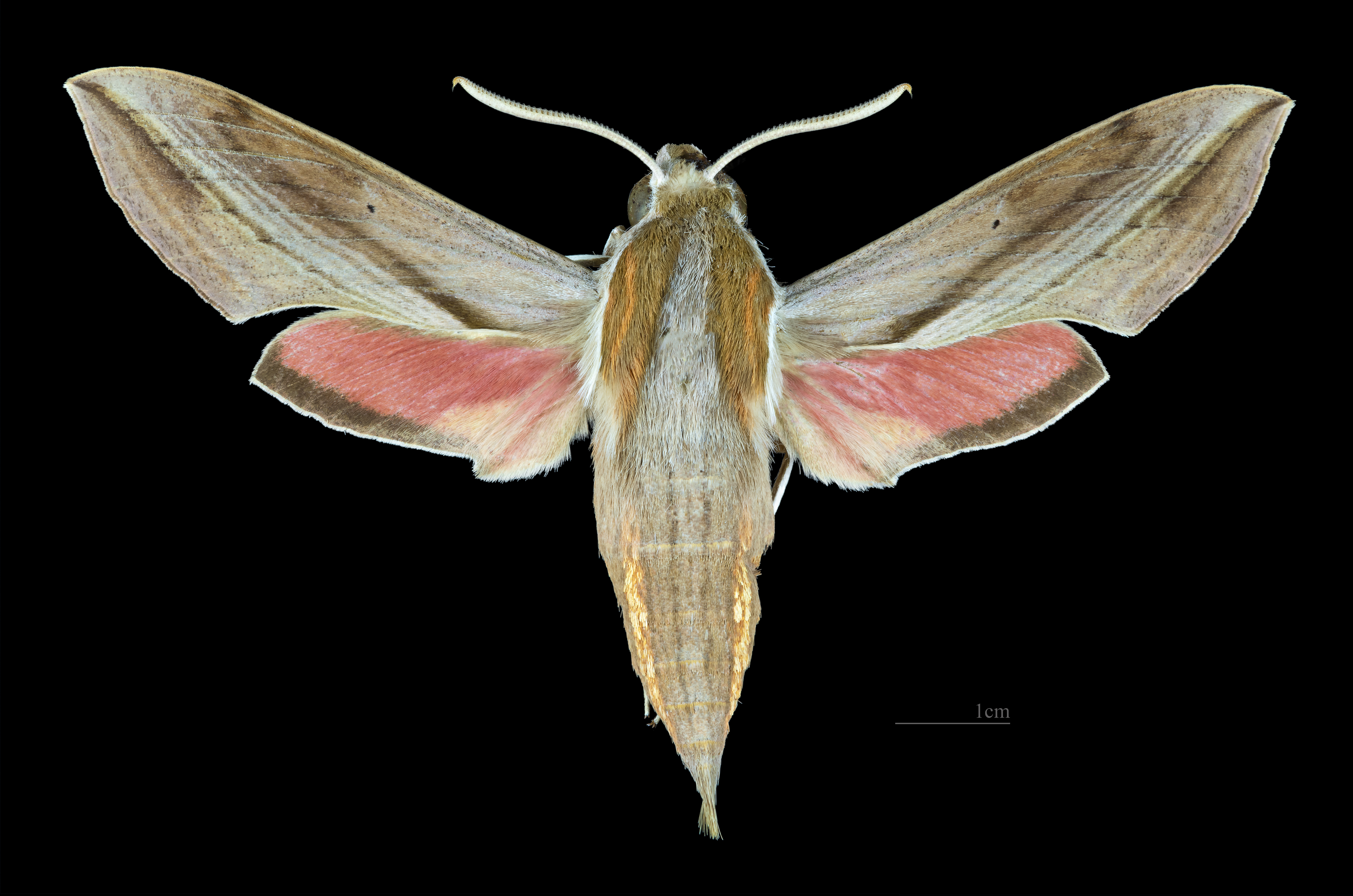
Hippotion rosetta ♂
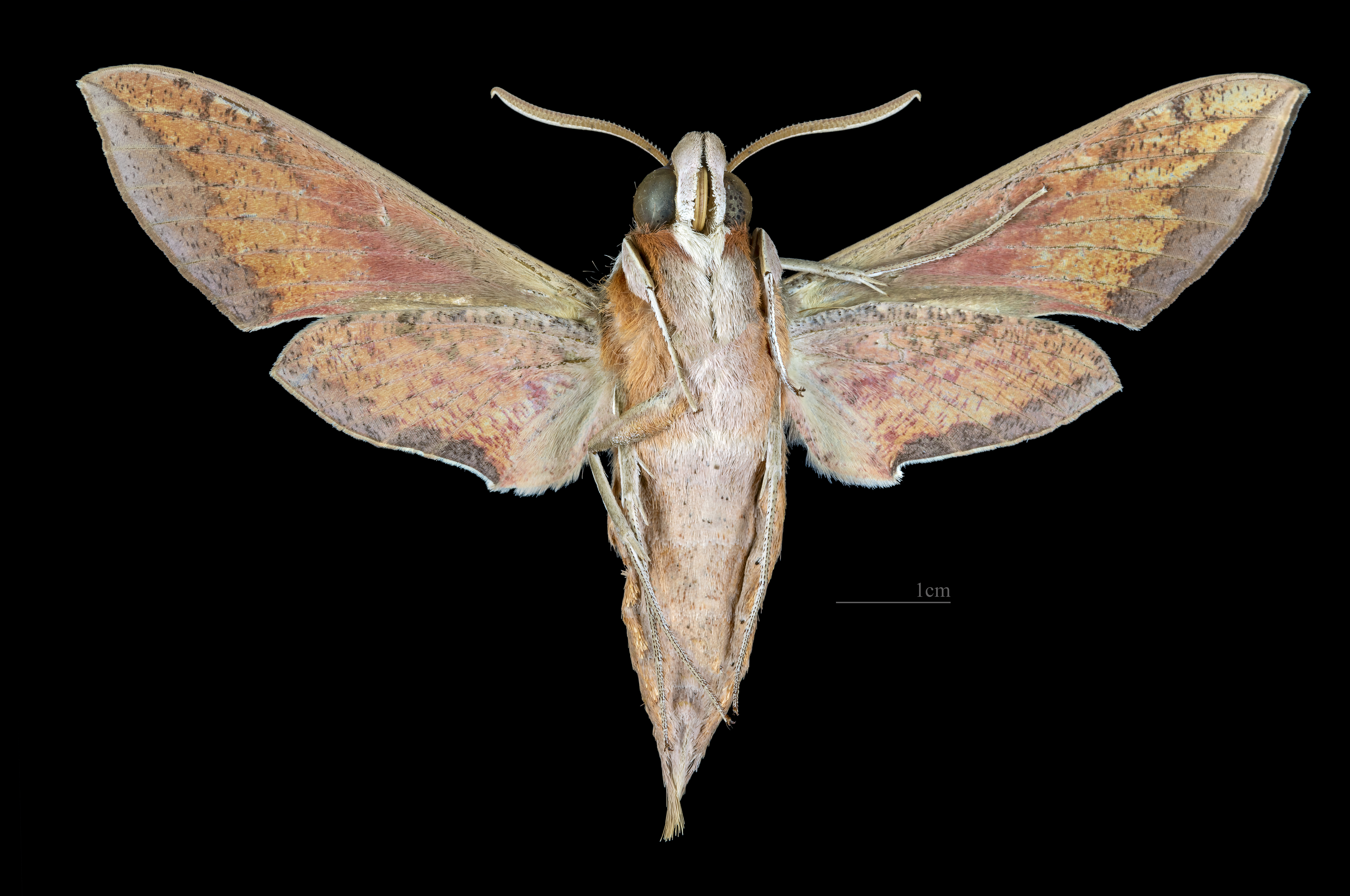
Hippotion rosetta ♂   △
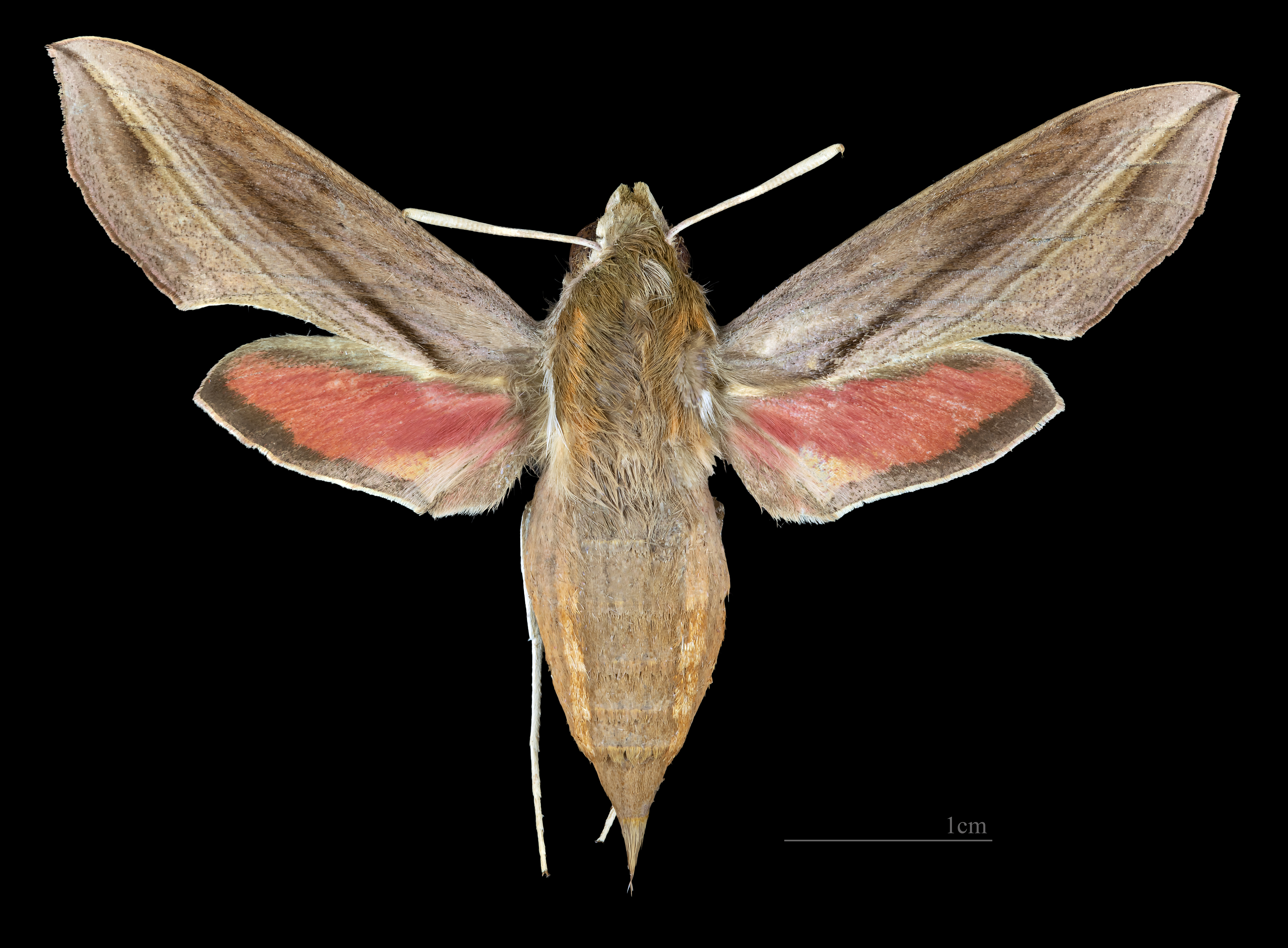
Hippotion rosetta   ♀
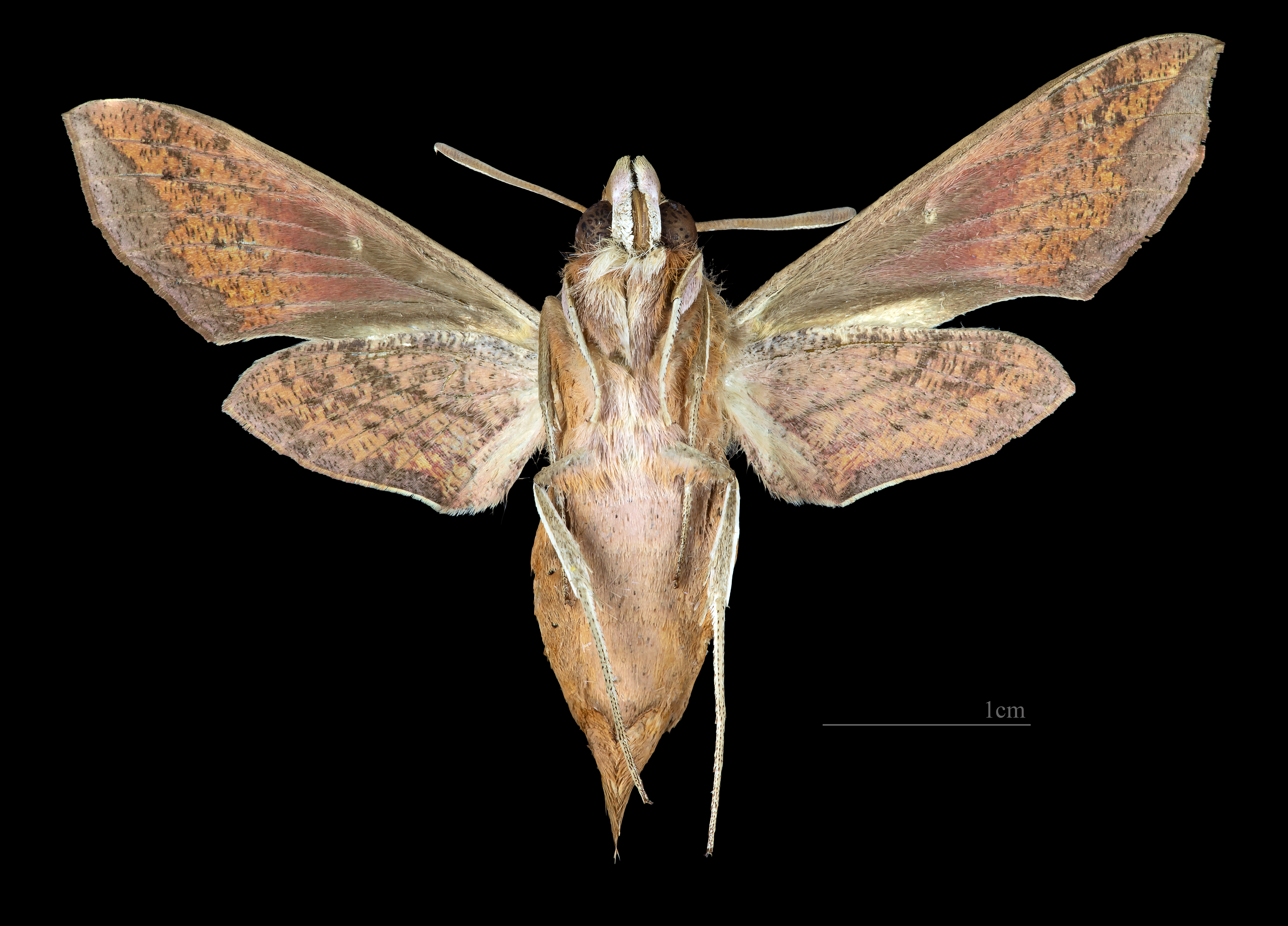
Hippotion rosetta   ♀ △